# Neckar
Neckar je 367 kilometrov dolga reka v Nemčiji, ki teče skozi jugozahodni del zvezne dežele Baden-Württemberg, na kratkem odseku tudi skozi Hessen. Neckar je glavni desni pritok Rena. Izvira v Schwarzwaldu v bližini Villingen-Schwenningena na območju močvirja Schwenninger na višini 706 m nad morjem, teče skozi Rottweil, Rottenburg ob Neckarju, Kilchberg, Tübingen, Wernau, Nürtingen, Plochingen, Esslingen, Stuttgart, Ludwigsburg, Marbach, Heilbronn in Heidelberg do Rena pri Mannheimu na nadmorski višini 95 m.
Od Plochingena do Stuttgarta je dolina reke Neckar gosto naseljena in industrializirana (znani podjetji sta Daimler AG (izdelovalec mercedesov) in Mahle GmbH). Med Stuttgartom in Lauffnom Neckar ureže slikovito dolino z okljuki, sledi kamninam triasnih apnencev in pleistocenskemu travertinu. Vzdolž doline Neckar je v hribih Odenwald veliko gradov, tudi grad Hornberg in grad Guttenberg v Haßmersheimu. Jedrska elektrarna Obrigheim, ki že miruje,  in dejavna Neckarwestheim sta tudi tukaj. Po prehodu skozi Heidelberg Neckar izpusti povprečno 145 m³/s vode v Ren, zaradi česar je Neckar njegov 4. največji pritok in 10. največja reka v Nemčiji.
Ime Neckar izhaja iz besede Nicarus in Neccarus iz keltske besede Nikros, kar pomeni 'divja voda' ali 'divji človek'. Od okoli leta 1100 so les iz Schwarzwalda splavarili po reki do Nizozemske za uporabo v ladjedelnicah.
V 19. stoletju so tradicionalno konjsko vprego za vleko čolnov nadomestili z verižnim čolnom na parni pogon, ki je vlekel vrsto tovornih plovil (barža) s pomočjo 155 km dolge verige v reki proti toku. Po letu 1899 je železnica omogočila prevoz lesa v pristanišče Heilbronn in splavarjenje omejila na spodnji del reke Neckar. Zaradi gradnje 11 zapornic leta 1935 so v Heilbronn po reki lahko potovale ladje nosilnosti do 1500 ton.
Leta 1968 je bila končana zadnja od 27 zapornic pri Deizisauu, zaradi česar je Neckar ploven za tovorne ladje v dolžini 200 km gorvodno od Mannheima do rečnega pristanišča Plochingen ob sotočju z reko Fils, kjer Neckar zavije proti severozahodu. Pomembni pristanišči sta Stuttgart in Heilbronn.
Rečni tok zagotavlja priljubljeno pot za kolesarje, še posebej poleti. Strme brežine se uporabljajo za vinograde, v glavnem za gojenje sort trollinger, lemberger, kerner, müller-thurgau med drugimi lokalno pridelanimi sortami vinske trte.
Ime Neckar je dobil tudi prvi motorni čoln na svetu, ki sta ga poleti 1886 naredila Gottlieb Daimler in Wilhelm Maybach, ko sta svoj  Standuhr ('ura starega očeta'), bencinski motor, testirala na reki v bližini Bad Cannstatta.

## Mesta ob reki
Od izvira do izliva v Ren si sledijo:
| - Villingen-Schwenningen - Rottweil - Oberndorf am Neckar - Sulz am Neckar - Horb am Neckar - Rottenburg ob Neckarju - Kilchberg - Tübingen - Nürtingen - Wendlingen - Wernau - Plochingen - Esslingen (am Neckar) - Stuttgart | - Remseck - Ludwigsburg - Marbach am Neckar - Benningen am Neckar - Freiberg am Neckar - Besigheim - Lauffen am Neckar - Heilbronn - Neckarsulm - Bad Wimpfen - Mosbach - Eberbach - Heidelberg - Mannheim |

## Glavni pritoki
- Eschach (levi pri Rottweil-Bühlingenu)
- Ammer (levi pri Lustnauu)
- Echaz (desni pri Kirchentellinsfurtu)
- Fils (desni pri Plochingenu)
- Körsch (levi pri meji med Esslingenom in Deizisauom)
- Nesenbach (levi pri Stuttgartu-Ost)
- Rems (desni pri Remsecku)
- Murr (desni pri Marbachu am Neckar)
- Enz (levi pri Besigheimu)
- Zaber (levi pri Lauffnu)
- Sulm (desni pri Neckarsulmu)
- Kocher (desni pri Bad Friedrichshallu)
- Jagst (desni pri Bad Wimpfnu)
- Elz (desni pri Mosbach-Neckarelzu)

## Zapornice
Na reki Neckar je 27 zapornic (vrstni red po kilometru toka reke):
| - 6,2 km Feudenheim - 17,7 km Schwabenheim - 26,1 km Heidelberg - 30,8 km Neckargemünd - 39,3 km Neckarsteinach - 47,7 km Hirschhorn - 61,4 km Rockenau - 72,2 km Guttenbach - 85,9 km Neckarzimmern - 93,8 km Gundelsheim - 103,9 km Kochendorf - 113,6 km Heilbronn - 117,5 km Horkheim - 125,1 km Lauffen | - 136,2 km Besigheim - 143,0 km Hessigheim - 150,1 km Pleidelsheim - 157,6 km Marbach - 165,0 km Poppenweiler - 171,4 km Aldingen - 176,2 km Hofen - 182,7 km Cannstatt - 186,7 km Untertürkheim - 189,5 km Obertürkheim - 194,0 km Esslingen - 194,8 km Oberesslingen - 199,5 km Deizisau |

## Mostovi
Čez reko Neckar je nekaj zelo starih mostov. Med najbolj znanimi zgodovinskimi mostovi je Stari most v Heidelbergu, ki obstaja že od srednjega veka in je bil v sedanji obliki zgrajen leta 1788. Drugi zgodovinski mostovi so iz leta 1532 Neckarbrücke v Lauffnu ob Neckarju, most zgrajen leta 1742 v Sulzu, Pliensaubrücke, Stari Agnesbrücke kot tudi  notranji most v Esslingenu in Ulrichsbrücke v Köngenu.
Leta 1905 je bilo čez reko Neckar že 119 mostov, največji je bil zgrajen leta 1903–1905 Neckargartacher Neckarbrücke v skupni dolžini 230 metrov.
Do leta 1985 je veliko vodno pot prečkalo 159 železniških in cestnih mostov (tudi viadukt Neckar blizu mesta Horb ob Neckarju z razpetino 264 m). Prečka jo tudi 126 raznih drugih infrastrukturnih objektov in 67 prepustov.

## V glasbi
Neckar je omenjen v skladbi Rheinlegendchen ('Mala legenda o Renu') Gustava Mahlerja, ki jo je napisal avgusta 1893. Prvič je bila objavljena leta 1899 v ciklu 12 pesmi pod naslovom Humoreske (Humoresken). Danes je znana kot ena od Mahlerjevih pesmi iz zbirke Des Knaben Wunderhorn (Pesmi iz mladeničevega magičnega roga).